# Independência (Porto Alegre)
Independência é um bairro nobre na zona central e próximo do Centro Histórico da cidade brasileira de Porto Alegre, capital do estado do Rio Grande do Sul. Foi criado pela lei 2022 de 7 de dezembro de 1959 e alterado pela Lei 12.112/16. Em 2019 o bairro contava com: 8.112 habitantes, distribuídos por seus 44,2 hectáres, com uma densidade populacional de 18.352,94 hab./km². A taxa de analfabetismo do bairro era de 0,34%, acentuadamente menor que o índice geral de Porto Alegre que era de 3,86%. A renda média era de 8,69 salários mínimos por domicílio. O seu Índice de Desenvolvimento Humano Municipal é de 0,934, elevado em comparação o índice de 0,805 da cidade.

## Histórico
As origens da Independência remontam à segunda metade do século XVIII. Sua principal via, a Avenida Independência, inicialmente conhecida como Estrada de Cima e Caminho da Aldeia, foi um caminho que surgiu espontaneamente, como uma das saídas da então Vila de Porto Alegre para a Aldeia dos Anjos, atual cidade de Gravataí. A povoação da região foi impulsionada pela construção de um moinho de vento numa parte elevada da referida avenida, pertencente a um mineiro chamado Antônio Martins Barbosa; o trigo era desde então um produto importante para a economia do Rio Grande do Sul. Por causa desse moinho e de outros que foram construídos, pode-se dizer que a história da Independência está intimamente ligada com a de seu bairro vizinho, o Moinhos de Vento. No final do século XVIII, implantaram-se linhas de bonde de tração animal na região.
Reconhecido bem cultural de Porto Alegre, a Igreja de Nossa Senhora da Conceição, inaugurada em 1858, foi outro grande fator para o crescimento do bairro; o templo foi erguido num terreno doado por Rafaela Pinto Bandeira em 1847, e construído em estilo barroco colonial tardio. Hoje é um dos templos mais antigos da cidade, bem como um dos mais bem conservados. Em 1867, a Beneficência Portuguesa fundou sua sede hospitalar própria ao lado da Igreja da Conceição; inicialmente, essa sociedade filantrópica criada para ajudar a comunidade de portugueses em Porto Alegre tinha funcionado numa sala da Santa Casa de Misericórdia. Dentro de seu hospital está instalado hoje o Museu de História da Medicina do Rio Grande do Sul.
Localizado em parte elevada da cidade, próxima do Centro Histórico, o bairro tornou-se o local preferido para moradia das classes média e alta porto-alegrenses do início do século, sobretudo a Avenida Independência, que até hoje concentra casarões e prédios antigos — alguns tombados pela prefeitura, tais como a Casa Torelly (1899) e a Casa Godoy (1907).
Em junho de 1905, instalou-se na Rua Ramiro Barcelos a primeira escola da Independência: o Colégio Nossa Senhora do Bom Conselho, administrado pelas Irmãs Franciscanas da Penitência e Caridade Cristã, as quais já davam, desde 1900, aulas a crianças em uma casa alugada, conhecida como "Escolinha do Bairro Moinhos de Vento". O Bom Conselho, inicialmente, só aceitava estudantes do sexo feminino, tinha classes de ensino em alemão e português e, até o ano de 1960, adotava o regime de internato, tendo recebido muitas alunas oriundas do interior do Rio Grande do Sul e também de outros estados. Após o Bom Conselho, o Colégio Nossa Senhora do Rosário, uma instituição criada em 1904 pelos Irmãos Maristas, instalou-se no bairro em fevereiro de 1927, em frente ao Hospital da Beneficência Portuguesa e ao lado da Praça Dom Sebastião. A partir da década de 1930, a escola passou a oferecer cursos superiores em suas dependências, que deram origem às faculdades da atual Pontifícia Universidade Católica do Rio Grande do Sul, a qual se transferiu para um campus próprio em 1967. Além desses dois colégios privados, funciona na Independência uma escola pública de ensino fundamental, a Othelo Rosa, nomeada em homenagem a Otelo Rodrigues Rosa, escritor, jornalista e servidor público.
A partir da década de 1940, o desenvolvimento e urbanização de outros bairros de Porto Alegre fez com a classe média diminuísse seu interesse pela Independência, e um número de casas residenciais deu lugar a grandes prédios de apartamentos e a prédios comerciais. Exemplo desse fenômeno é o Edifício Esplanada, um grande prédio residencial erguido em 1952, em estilo modernista, na confluência da Avenida Independência e da Rua Ramiro Barcelos.

## Características atuais
O bairro atualmente dispõe de variado comércio e serviços. Além da Beneficência Portuguesa, o bairro abriga o Hospital Materno-Infantil Presidente Vargas, inaugurado em 1947, e o Hospital Moinhos de Vento, conhecido originalmente como "Hospital Alemão".
Duas antigas praças fazem parte do bairro: a Praça Dom Sebastião, em frente à Igreja da Conceição, que possui este nome desde 1884, e a bem-conservada Praça Júlio de Castilhos, que é assim conhecida desde 1890.
No bairro também se situa o Instituto Goethe de Porto Alegre.

## Pontos de referência
Áreas verdes
- Praça Dom Sebastião
- Praça Júlio de Castilhos

Bens tombados
- Residência Saraiva
- Casa Godoy;
- Casa Torelly;
- Igreja de Nossa Senhora da Conceição;

Educação e cultura
- Escola Estadual de Ensino Fundamental Othelo Rosa[14];
- Colégio Nossa Senhora do Bom Conselho;
- Colégio Nossa Senhora do Rosário;
- Instituto Estadual do Livro[15];
- Instituto Goethe de Porto Alegre;
- Teatro da OSPA (outrora Teatro Leopoldina)

Saúde
- Hospital da Beneficência Portuguesa de Porto Alegre;
- Hospital Materno-Infantil Presidente Vargas;
- Hospital Moinhos de Vento;

Outros
- Cruz Vermelha Brasileira, filial do Rio Grande do Sul;
- Edifício Esplanada;
- Rua Gonçalo de Carvalho;

## Galeria

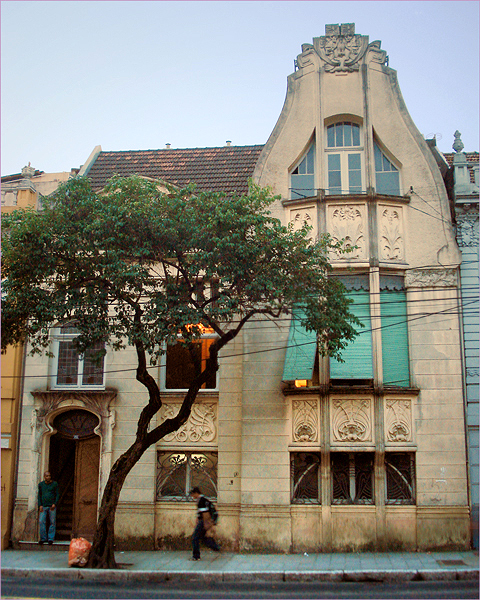
Casa Godoy (1906), remanescente da Art Noveau, tombada pela prefeitura.
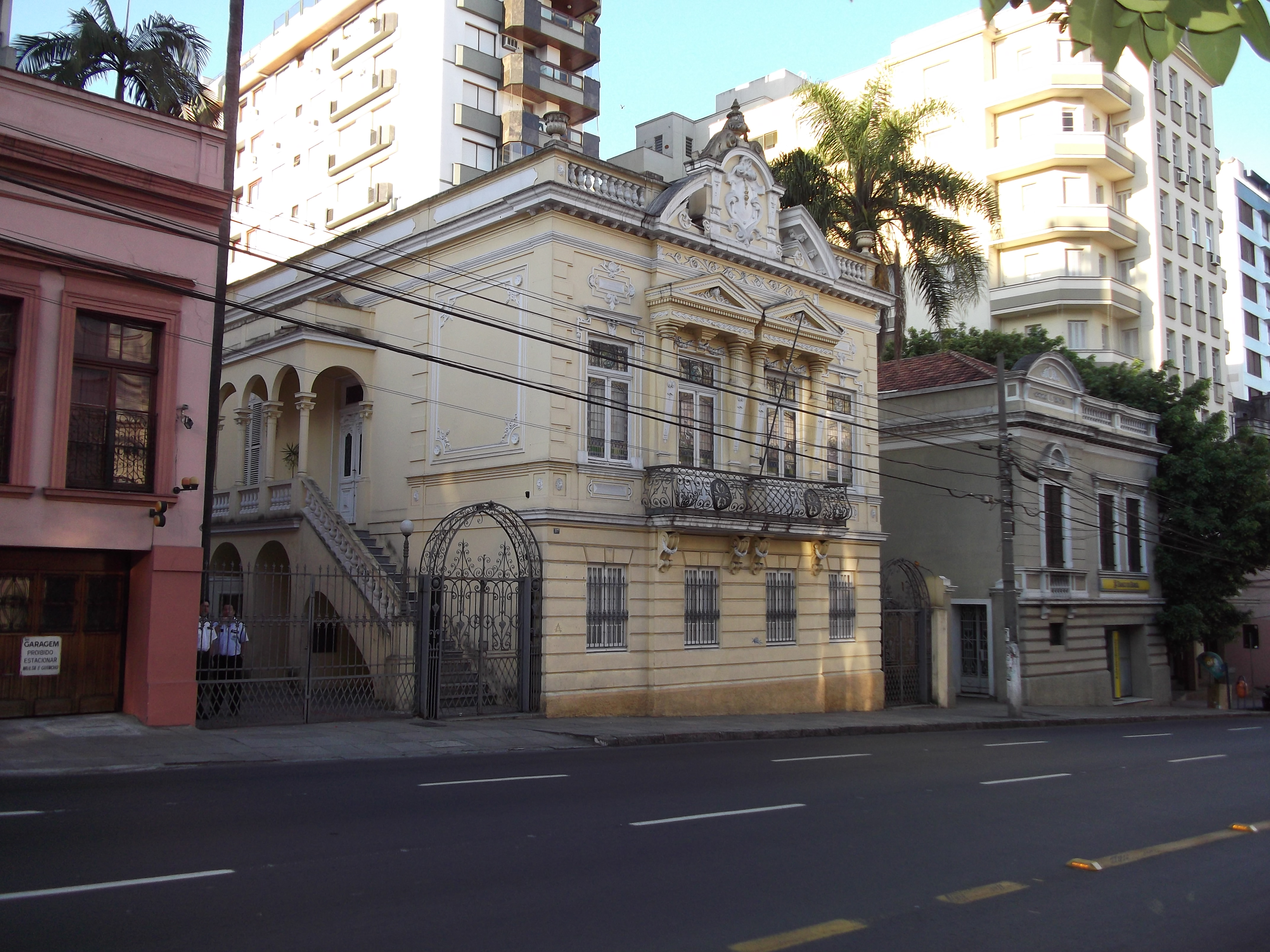
Casarão à Avenida Independência, n.° 867
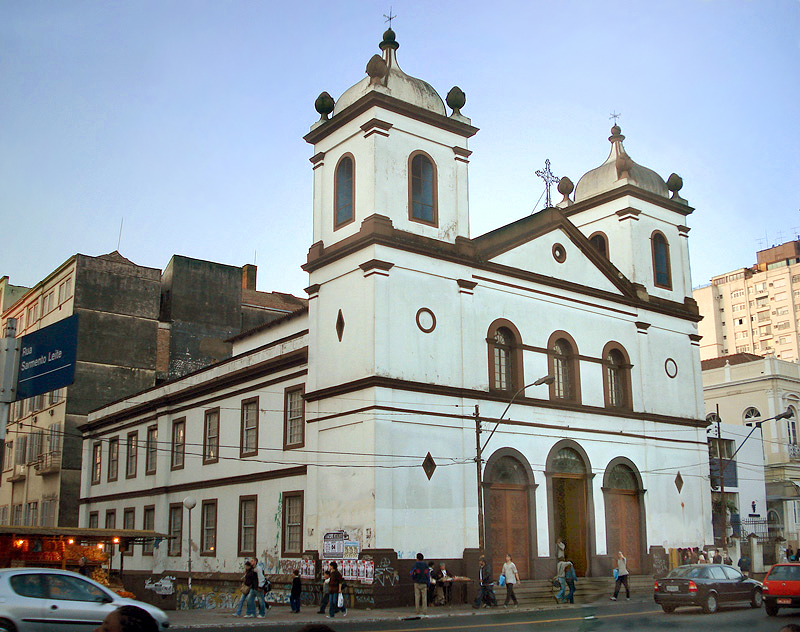
Igreja Nossa Senhora da Conceição
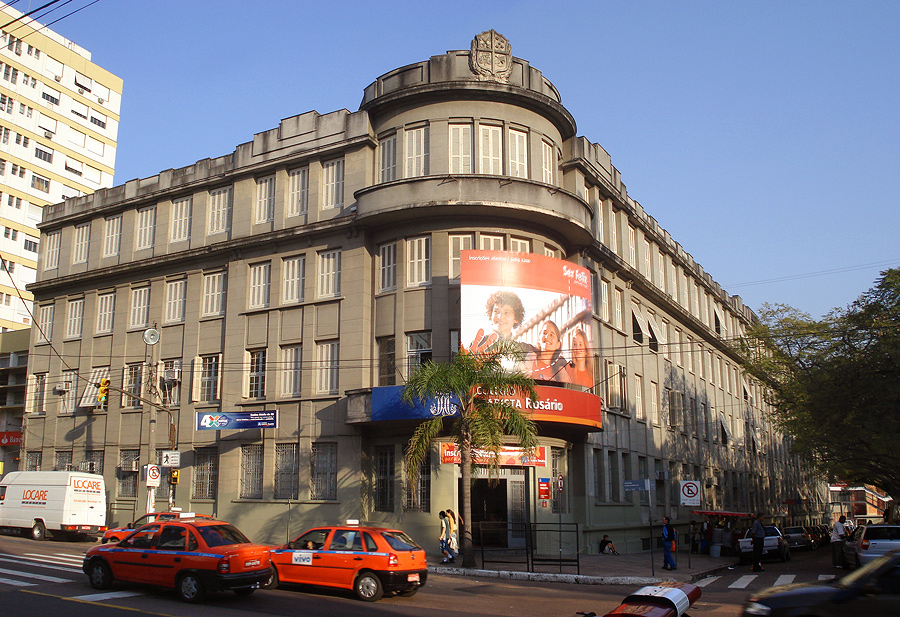
Colégio Nossa Senhora do Rosário
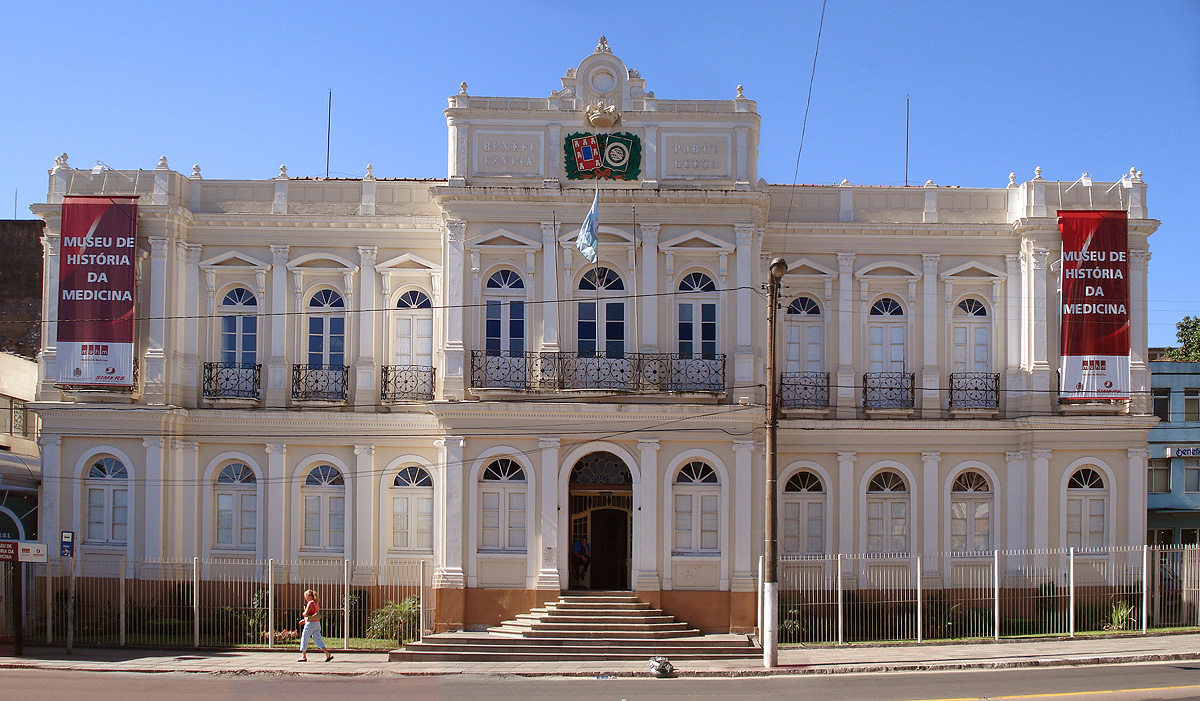
Beneficência Portuguesa de Porto Alegre
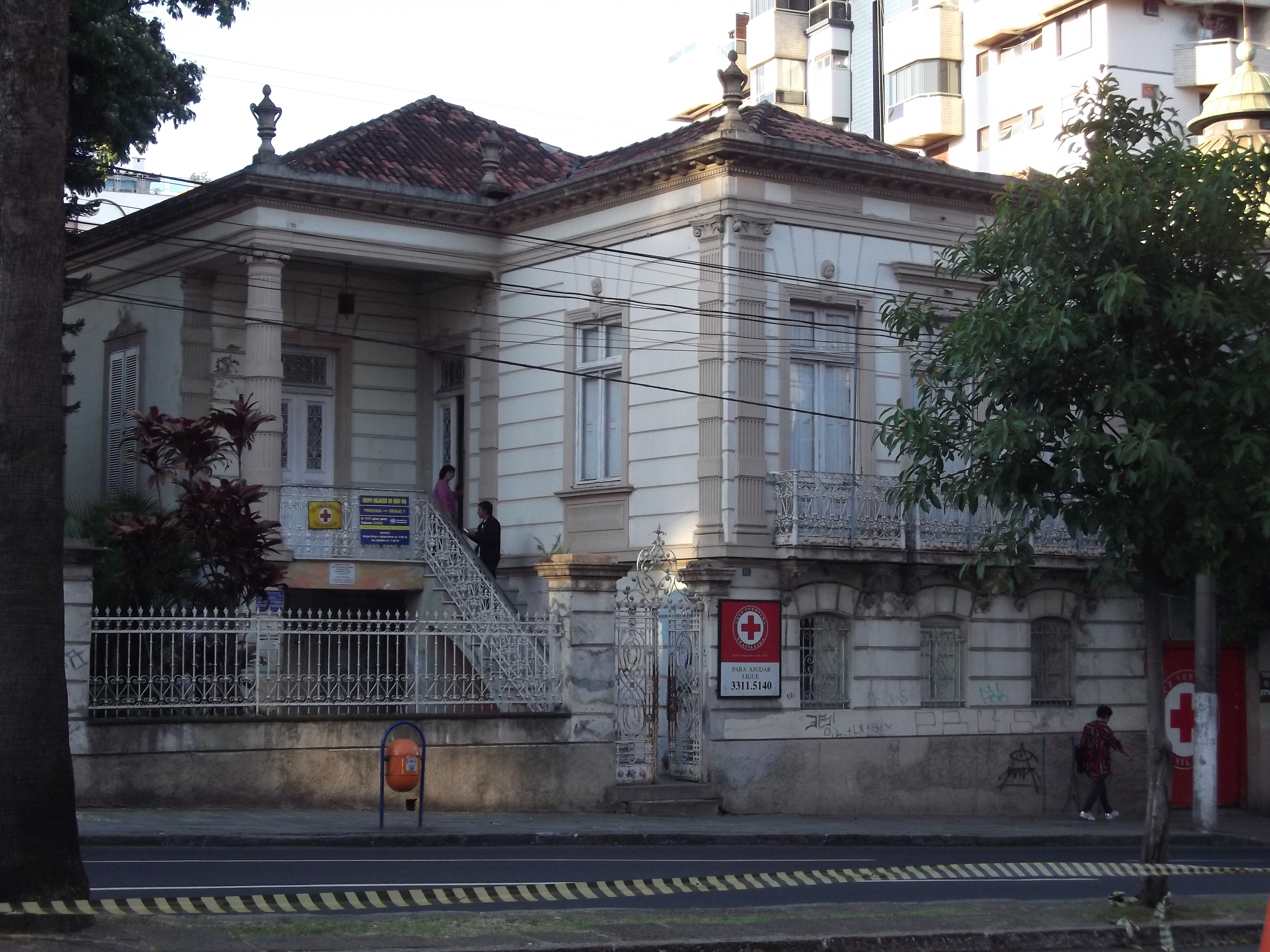
Casarão na Avenida Independência, hoje sede da filial da Cruz Vermelha no RS

## Limites atuais
Ponto inicial e final: encontro da Rua Irmão José Otão com a Rua Sarmento Leite; desse ponto segue pela Rua Sarmento Leite até encontrar o Complexo Viário Conceição - túnel, elevadas, acessos e Rua da Conceição, por esse até a Avenida Alberto Bins, por essa até a Avenida Cristóvão Colombo, por essa até a Rua Ramiro Barcelos, por essa até a Rua Castro Alves, por essa até o seu final, no encontro com a Rua Fernandes Vieira; desse ponto segue por uma linha reta e imaginária até o encontro da Rua Doutor Barros Cassal com a Rua Irmão José Otão, por essa até a Rua Sarmento Leite, ponto inicial.

### Bibliográficas
- Arquivo Histórico de Porto Alegre Moysés Vellinho (AHPAMV)
- FRANCO, Sérgio da Costa. Porto Alegre: Guia Histórico. Porto Alegre: Editora da Universidade/UFRGS, 1992.
- Dados do censo/IBGE 2000